# 莱茵女儿
莱茵女儿是第二次世界大战期间由莱茵金属-博尔西格公司开发的德国地对空导弹。其名称来源于理查德·瓦格纳歌剧系列《尼伯龙根的指环》中的神话角色莱茵少女。

## 历史
1941年秋季，在冯·伦茨少将（Generalmajor von Renz）和莱茵金属-博尔西格公司的海因里希·克莱因（Heinrich Klein）以及德律风根公司无线电定位部门主任莱奥·勃兰特的密切合作下，开始了防空导弹的初步研究和设计。1941年12月，首版计划提交给帝国航空部，一个月后举行了一次详细的开发讨论会，参与会议的还有制导技术、火箭推进和测量技术领域的专家。
德国陆军于1942年12月与莱茵金属签订开发合同。1942年3月，双方商定下了开发标准。依照开发标准，亚音速防空导弹“莱茵女儿 (F-P-1)”被设计为两级结构，其中第一级配备了 RhZ-61/2火箭发动机，燃烧时间仅为两秒；第二级同样配备了固体燃料发动机，运行时间可达十秒。与几乎所有防空导弹一样，F-P-1计划配备近炸引信。

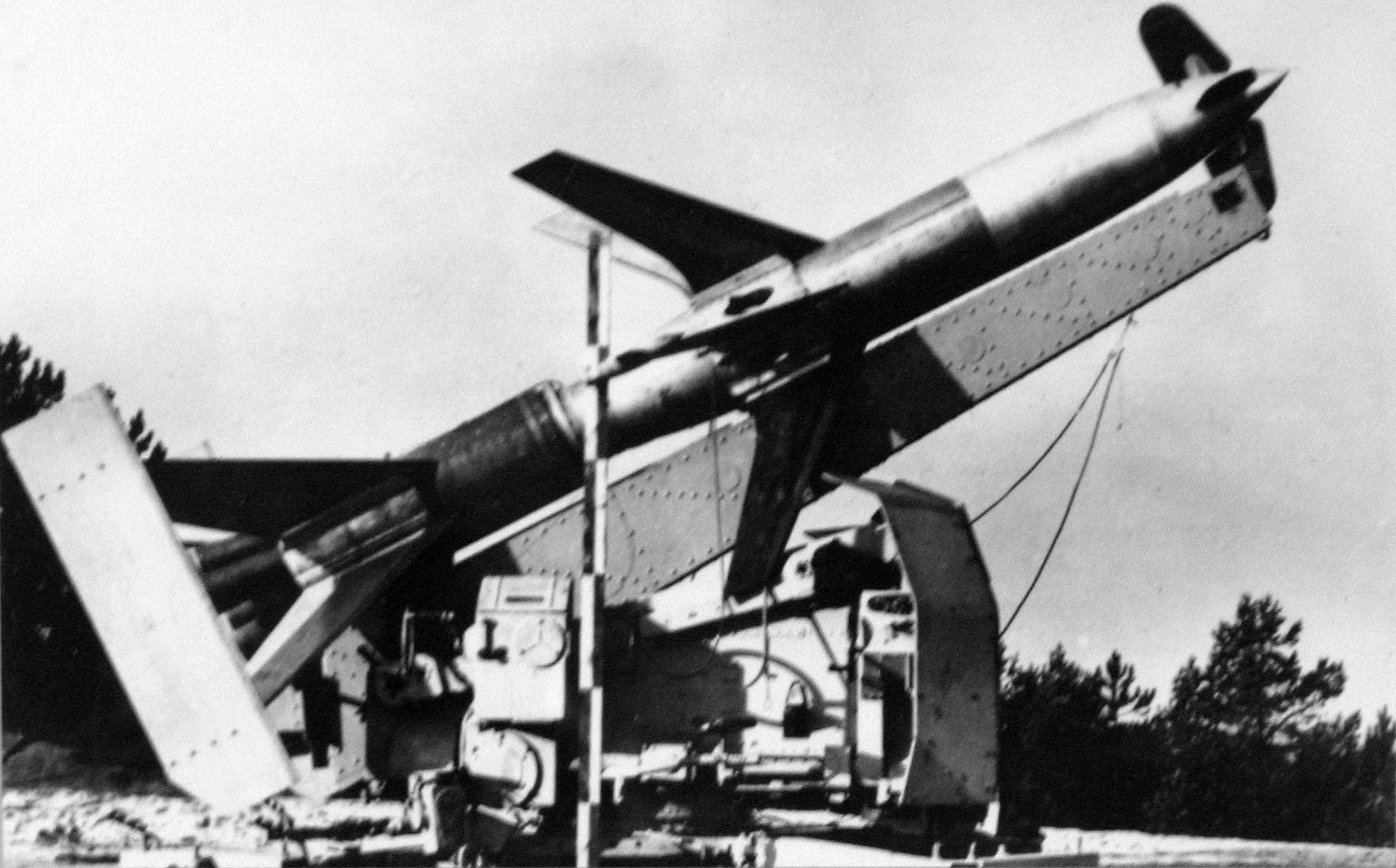
安装在改进的FLAK41炮架上的莱茵女儿R1型。

在1943年8月至1945年1月期间，莱茵女儿进行了82次试射，其中有4次发射失败，仅有22枚导弹搭载了由蝴蝶和龙胆草等项目上研制而来的系统合并而成的导航设备。此后，由于优先级更高的应急战斗机方案的推进，莱茵女儿计划的进展并不顺利。除了地面发射型外，还计划开发从飞机上发射的空对空导弹型，但实际生产的只有地面发射型，其发射台使用了由8.8厘米FLAK41高射炮炮架改造而成的装置。
由于败局已定，德国不得不在1945年2月的时候中止了该导弹计划。战后，苏联缴获了大量成品和部件，并在此基础上开始了自己的第一代实用地对空导弹的研发。

## 设计
相较于早期的火百合计划，莱茵女儿的设计较为狂野。莱茵女儿是一种多级固体燃料火箭。第一级位于最下端，呈圆柱形结构，内部装有助推火箭发动机，外部配置四片后掠式固定尾翼，相邻尾翼之间通过支撑框架连接形成稳定器。第一级燃料耗尽脱落后由第二级上的巡航发动机继续提供推力。
第二级呈两头收缩的圆柱状，头锥有四个小型涂漆胶合板控制面，形状类似桨叶，后端弹体收缩部分距离头锥三分之二处有六枚固定尾翼，尾翼装有曳光装置。由于炸药安装在导弹弹体的后部，位于136（300英磅）爆炸部前方的续航发动机通过第一级尾翼之间的六个文氏管排气。

## 变体

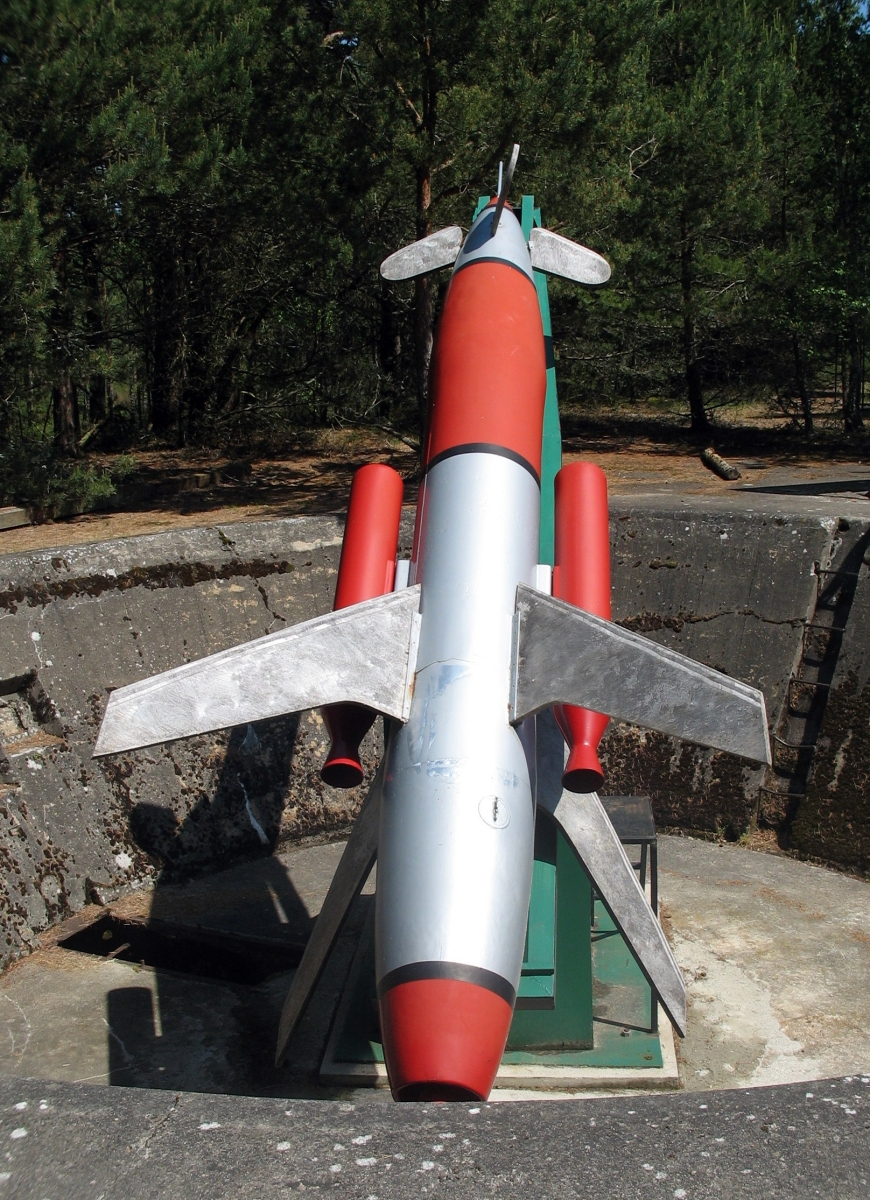
在波兰展出的莱茵女儿R3型

最原始莱茵女儿被称为R1型，由两级固体燃料火箭提供动力。这一型号的导弹总高6.3（20英尺8英寸），直径为54（1英尺9英寸），弹头部分的炸药量为150公斤，发射重量为1,750公斤，飞行速度可达每小时1,080公里，能够爬升至8,000米的高度。

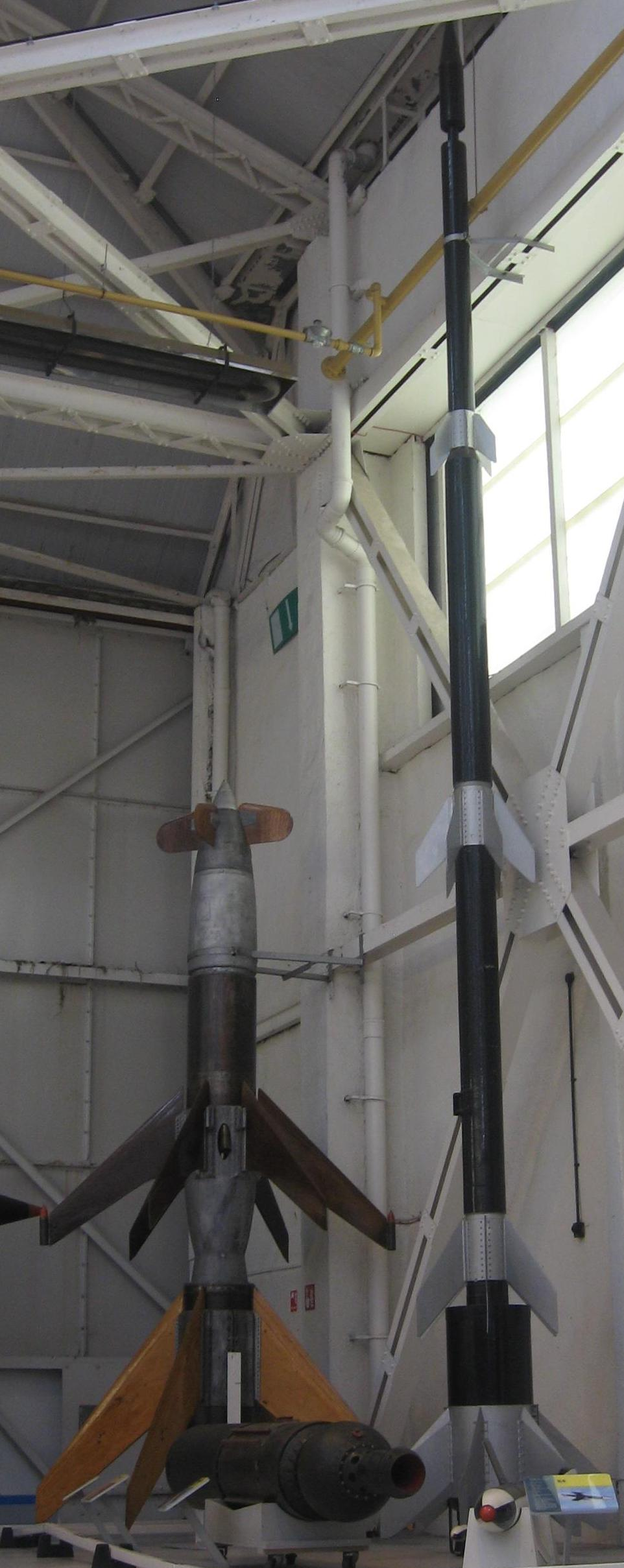
一枚莱茵女儿R1（左）、一枚R3的部分组件（中），以及一枚莱茵使者（右）

拟议中的R2型与R1没有太大区别，仅对助推稳定器进行了微小的修改，也没有带来任何性能改善，因此于1944年12月被放弃。
R3型已开发完毕，该型号采用在火百合项目上所设计使用的液体燃料发动机，并在侧面配备固体燃料助推器（“捆绑式助推器”）。R3型整体设计比R1更小型化，发射重量为1,500公斤，弹头部分的炸药量为100公斤，其目标弹道高度是15,000米。这一型号仅进行了六次试验发射。

## 规格
- 动力装置：R1型为两级固体燃料发动机；R3型为带固体燃料助推器的液体燃料发动机[5]
- 长度：6.3（20英尺8英寸）[10]
- 直径：54（1英尺9英寸）[10]
- 翼展：2.65（8英尺8英寸）
- 发射重量：R1为1,750（3,860英磅）[10]，R3为1,500（3,300英磅）[6]
- 速度：1,080每小時（670英里每小時）[10]
- 弹头：R1为150（330英磅）[4]，R3为100（220英磅）[6]
- 射程高度：R1为8（5.0英里），R3为15（9.3英里）[6]
- 制导系统：无线电指令[5]

## 脚注

### 引文
1. ↑  王槐曼 (1990)，第1085頁.
2. 1 2 3 4  Griehl (2002)，第19頁.
3. 1 2 3  张瞳 (2014)，第136頁.
4. 1 2 3 4 5 6 7  Christopher (2013)，第131頁.
5. 1 2 3 4 5 6 7 8 9  张学亮 (2022)，第20頁.
6. 1 2 3 4 5 6  デルタ出版 (2000)，第76-77頁.
7. 1 2 3  Christopher (2013)，第131-132頁.
8. 1 2 3 4  张瞳 (2014)，第135頁.
9. 1 2  文林堂 (2007)，第111-113頁.
10. 1 2 3 4 5  Ford (2011)，第80頁.
11. ↑  Christopher (2013)，第132頁.